# Catedral de Palmi

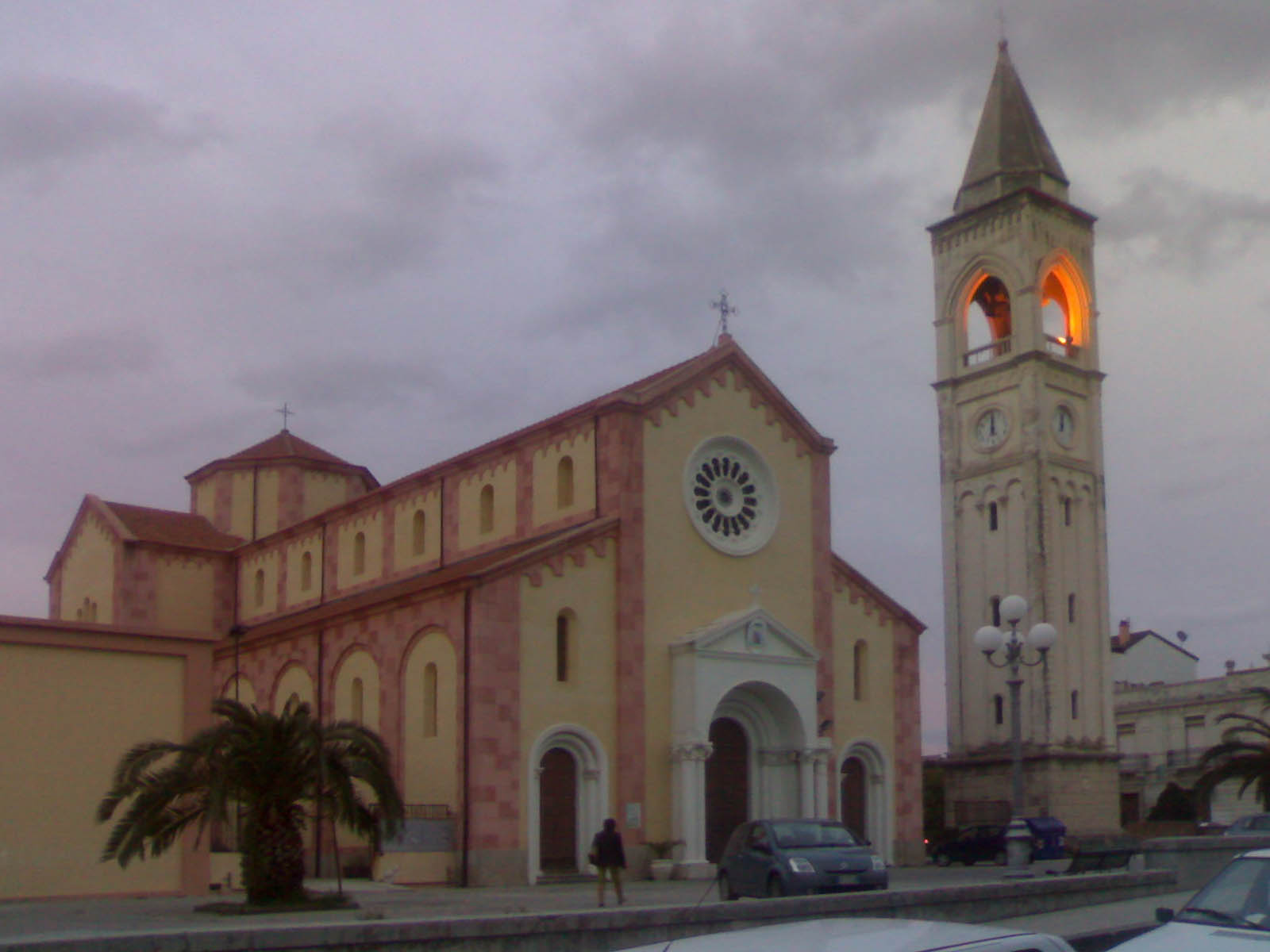
Fachada

A Catedral de Palmi, oficialmente chamada Concatedral de São Nicolau, é a sede episcopal católica da comuna de Palmi, na Itália.
Não existem registros escritos da época preciso quando a paróquia foi criado. Entre 1310 e 1311, ficou na igreja de São Nicolau.A igreja de São Nicolau encontra-se novamente em alguns atos de 1532. A igreja, em 1586, estava fora dos muros da cidade, e no interior, houve a "Irmandade de São Nicolau ". Em 1664 não foi fundada, em vez de uma "irmandade do Purgatório". No século XVIII, o clero e as autoridades de Palmi foram ativados para elevar a igreja colegiada. Em 25 de agosto de 1741 o Bispo de Mileto Marcello Filomarini, erigido o "ilustre colegiado de Palmi", tendo obtido uma bola do Papa Bento XIII. A igreja, que foi reconstruída em 1740 - 1743, foi novamente destruída pelo terremoto de 5 de Fevereiro de 1783. Em março de 1786, a igreja foi reconstruída novamente. A igreja foi novamente danificada por um terremoto em 1894. A reconstrução foi planejado, mas após o terremoto de 1908 em Messina, o que causou outros danos graves à estrutura, foi decidido que o edifício foi demolido em 1909. A nova igreja de São Nicolau, foi aberta ao culto em 1932 e foi dedicada à "Nossa Senhora da Carta", o santo padroeiro da cidade. Na fachada principal, há a Torre Civic com o relógio, concluída em 1956, ao lado da igreja. 10 de junho de 1979, em conformidade com o Decreto "Quo aptius" da Congregação para os Bispos, que haridisegnato os limites das dioceses da Calábria e rebatizou a diocese de Oppido Mamertina na diocese de Oppido Mamertina-Palmi, a igreja tomou o título de co-catedral da diocese.
O edifício é de estilo neo-românico. A fachada principal é um dossel artístico, uma varanda e um pequeno pórtico com quatro colunas. No lado esquerdo é a torre cívica que funciona como uma torre de igreja. No interior, com uma planta em cruz latina, há uma nave e dois corredores em que há duas absides, respectivamente, de São Nicolau, o santo padroeiro da cidade, e do Sagrado Coração. Na capa há uma cúpula octogonal, sem janelas, e no lado da igreja é uma capela para pequenos escritórios.
Nas paredes da nave, você pode ver uma imagem de "São José com o Menino Jesus " (1892), uma pintura de "São Francisco de Assis na adoração da Cruz" (1932), uma estátua de madeira de "São José com o criança" (século XVIII), uma estátua de madeira da Virgem da Assunção (século XVIII). No altar-mor em mármore, está exposta ícone precioso antiga da "Madonna da Carta e da Criança " (1774). Em uma capela, construído recentemente, é uma relíquia do "Sagrado Capello".